# 다이라노 노리쓰네
다이라노 노리쓰네(일본어: 平教経 타이라노 노리츠네[*], 1160년 ~ 1184년 2월 7일 또는 1185년 4월 25일)는 헤이안 시대(平安時代) 말기 헤이케(平家) 일문의 무장이다. 다이라노 기요모리(일본어: 平清盛)의 동생인 노리모리(일본어: 平教盛)의 둘째 아들이다.
《헤이케 이야기》(平家物語)에서는 수많은 전투에서 무공을 쌓아 "잦은 전투에서 단 한 번의 불찰도 없었"던(たびたびの合戦で一度の不覚も取ったことはない) 무장으로 "왕성에서 으뜸가는 강궁의 정병"(王城一の強弓精兵)으로 불렸던 헤이케 제일의 맹장으로써 겐지의 미나모토노 요시쓰네(일본어: 源義経)의 라이벌적 존재로 그려져 있다.
헤이케가 겐지에 밀려 교토에서 서쪽으로 낙향한 뒤, 쇠퇴해가던 일문 안에서 홀로 분발하여 미즈시마 전투나 6개정 합전, 야시마 전투에서 분전하며 겐지를 괴롭혔다. 최후에는 단노우라 전투의 패색이 짙은 와중에도 겐지의 적장 미나모토노 요시쓰네를 생포하려 시도했지만 실패하고, 자신을 잡으려 달려들던 성인 남자 두 명을 잡아 옆구리에 끼고 바다에 뛰어들어 죽었다.
다만 가마쿠라 막부에서 편찬한 정사(正史) 《아즈마카가미》(吾妻鏡)에서는 그다지 눈에 띄지 않는 무장으로, 이치노타니(一ノ谷) 전투에서 겐지의 무장 야스다 요시사다(安田義定)의 군에 전사하여 교토에 목이 효수되었다고 한다. 반편으로 당시 구교인 구조 가네자네의 일기인 《교쿠요》(玉葉)나 《다이고 잡사기》 등의 다른 사료에서는 이치노타니에서 죽지 않고 살아서 달아났다는 설도 있어, 노리쓰네의 실상에 대해서는 불명한 점이 많다(후술대로, 헤이케의 도망자落人로써 지금의 도쿠시마현 소타니 지방을 개척한 것은 다름 아닌 노리쓰네였다는 설까지 존재하고 있다). 또 시코쿠 ㆍ 규슈에 전해지는 갓파 요괴 우미 고젠(海御前)은 노리쓰네의 아내(또는 어머니)의 화신이라고 하는 전설도 있다.

## 생애
※ 여기에 기재된 내용은 주로 군담소설 《헤이케 이야기》를 토대로 한 것이나, 말 그대로 군담소설이기에 모두 사실이라고는 할 수 없다.
에이랴쿠(永曆) 원년(1160년)에 다이라노 노리모리의 둘째 아들로 태어났다. 처음 이름은 구니모리(國盛)였고 노리쓰네라는 이름은 나중에 바꾼 것이다. 지쇼(治承) 3년(1179년), 노토 태수(能登守, 노토노카미)로 임관되었다. 구조 가네자네의 일기 《교쿠요》에는 요와 원년(1181년) 9월 11일자 기사에 노리쓰네가 다른 사촌형제 다이라노 유키모리(平行盛)와 함께 호쿠리쿠(北陸)를 추토할 군대의 부장군으로서 하향할 것이라고 가네자네 본인이 전해들은 기록이 있다(실제 노리쓰네는 호쿠리쿠에서의 싸움은 참전하지 않았다).

### 낙향 그리고 미즈시마 전투
노리쓰네가 《헤이케 이야기》에 최초로 등장하는 것은 주에이(壽永) 2년(1183년) 5월에 구리카라(俱利伽羅) 고개와 시노하라(篠原), 두 번에 걸친 싸움에서 모두 미나모토노 요시나카에게 패한 헤이케가 급히 교토의 방비를 강화하는 장면에서, 형 미치모리와 함께 2천여 기를 이끌고 우지 강의 다리를 경호하는 장면에서이다. 결국 그 해 7월에 헤이케는 요시나카에게 밀려 쫓기듯이 교토를 떠나 그들의 세력 기반이 있던 사이고쿠(西國)로 내려가야 했고, 노리쓰네도 일문과 함께 서쪽으로 향했다.
윤10월, 요시나카는 사누키국(讚岐國) 야시마(屋島)에 있던 헤이케 본영을 공략하기 위해 아시카가 요시키요(足利義清)을 대장으로 하는 군을 보내 빗추국(備中國) 미즈시마(水島)에서 항해할 준비를 시켰다. 헤이케의 부장군으로서 요격에 나선 노리쓰네는 "어찌 그리 맥없이 싸우려 하느냐? 홋코쿠(北國)에서 내려온 놈들에게 포로가 되어도 부끄럽지 않단 말이냐? 우리 편의 배를 묶어라!"며 크게 외치며, 1천여 척의 배를 모아 밧줄로 이어 맞추고 판자를 잇대어 평평하게 한 다음 말을 타고 판자 위를 건넌다는 전법으로 쳐들어갔는데, 노리쓰네가 선두에서 분전하여 적의 사무라이다이쇼(侍大將) 운노 유키히로(海野幸廣)를 죽였고, 대장 아시카가 요시키요는 자신이 탄 배를 스스로 가라앉혀 자결함으로써 헤이케는 승리한다(미즈시마 전투). 이 패전으로 요시나카의 헤이케 추토는 좌절되었고, 얼마 지나지 않아 교토 안에서 신망을 잃고 고시라카와 법황과도 대립하게 된 요시나카는 주에이 3년(1184년) 정월에 가마쿠라(鎌倉)의 미나모토노 요리토모(源頼朝)가 보낸 미나모토노 노리요리(源範頼)ㆍ요시쓰네의 공격으로 패하고 전사하였다.

### 여섯 번의 싸움
겐지끼리 항쟁을 벌이는 사이에 헤이케는 세력을 회복해 셋쓰국(摂津國)의 후쿠하라(福原)까지 진출했지만, 전통적으로 헤이케의 세력 거점이었던 사이고쿠에서조차 반헤이케 움직임이 잇따르고 있었다. 헤이케가 점령하고 있던 시코쿠에서도 아와 국 (阿波國) ㆍ 사누키의 재청관인들이 겐지와 내통하고 비젠 국(備前國) 시모쓰이(下津井)에 있던 노리모리와 미치모리 ㆍ 노리쓰네 삼부자의 진에 병선 10여 척을 거느리고 쳐들어오자 노리쓰네는 "바로 어제까지 우리 말 먹일 꼴이나 베던 놈들이 주종(主從)의 신약을 저버리려 하다니 용납할 수 없다. 한 명도 남김없이 죽여버려라."며 작은 배 10척으로 출격해 간단히 쳐부수었다.
시코쿠 사람들은 아와지섬(淡路島)의 후쿠라(福良) 항으로 달아나, 그곳에 있던 미나모토노 요시쓰구(源義嗣)ㆍ요시히사(義久) 형제(미나모토노 다메요시의 아들)를 대장으로 삼고 성을 쌓아 맞서려 했지만 노리쓰네는 이마저도 쳐부수고, 요시쓰구를 전사시킨 뒤 요시히사를 생포(크게 부상을 입고 곧 자결), 반역한 130여 명을 모조리 처형한 뒤 추격군의 명부를 작성해 올렸다.
한편 이요(伊予) 호족인 고노 미치노부(河野通信)가 겐지와 밀통하고 있다는 소문이 돌자 헤이케는 미치모리 ㆍ 노리쓰네 형제에게 이를 토벌하게 했다. 미치노부는 아키(安藝)에 있던 외숙부 누마타 지로(沼田次郞)와 합류해 누마타 성을 쌓고 농성을 벌였지만 야시마를 출발한 노리쓰네의 맹렬한 공격에 누마타 지로는 항복, 미치노부는 쫓겨나 홀로 이요로 달아났다.
아와지(淡路)의 아마 다다카게(安摩忠景)가 헤이케에 반역하여 큰 배 두 척에 자금과 무기를 싣고 교토로 향하자, 노리쓰네는 작은 배 열 척으로 이를 추격해 격파하고 다다카게를 이즈미(和泉)으로 쫓아낸다. 기이(紀伊) 사람인 소노베 다다야스(園邊忠康)가 다다카게를 도와 맞섰으나 노리쓰네는 이마저도 쳐부수고 2백 명 남짓을 베었으며, 다다카게와 다다야스는 수도로 달아나 버렸다.
한편 이요로 달아났던 고노 미치노부가 분고국(豊後國) 사람인 우스키 고레타카(臼杵惟隆)ㆍ오가타 고레요시(緒方惟義) 형제와 합류해 2천여 인을 거느리고 비젠 국으로 건너가 이마키(今木) 성에 칩거했다. 노리쓰네는 2천여 기를 거느리고 이를 포위하고, 거듭 후쿠하라로부터 원군 수천 기를 얻어 공락했으며, 우스키 ㆍ 오가타 ㆍ 고노 세 사람은 달아났다.
이 여섯 번의 싸움을 누비며 노리쓰네는 쇠퇴해가던 헤이케를 지탱하려 애썼다.

### 이치노타니 전투 ㆍ 사망?
주에이 3년(1184년) 2월 4일, 요시나카를 멸한 노리요리 그리고 요시쓰네가 후쿠하라 공략에 나섰다. 헤이케는 후쿠하라 주변에 방어진을 치고 노리쓰네가 형 미치모리와 함께, 무네모리로부터 명받은 1만 기를 거느리고 히요도리고에의 높은 지대를 지켰다. 미치모리가 아내를 불러 이별을 아쉬워하자 노리쓰네는 "여기는 나를 보내야 할 정도의 위험한 전장입니다. 그런 여유작작한 마음가짐은 아무 도움도 안 됩니다."라고 나무라고 있다. 결국 2월 7일에 벌어진 이 이치노타니 전투로 헤이케는 치명적인 대패를 당했고 일문의 대부분을 잃었으며, 노리쓰네의 형 미치모리도 여기서 전사했다.
군키모노가타리 《헤이케 이야기》는 “수차례에 걸친 전투에서 단 한 번도 패한 적이 없었는데 이번에는 어찌된 일인지 우스즈미(薄墨)라는 말에 올라 서쪽을 향해 도망을 치고 말았다”고 했는데, 가마쿠라 막부의 공식 기록인 《아즈마카가미》는 노리쓰네도 이치노타니에서 야스다 요시사다가 이끄는 군에 토벌되었다고 기록했으며, 같은 달 13일에 죽은 다른 일문 사람들의 목과 함께 교토로 보내졌다고 적었다. 하지만 《교쿠요》에는 이때 교토에 효수된 사람들 가운데 노리쓰네만큼은 "죽지 않고 달아났다"는 풍문이 있음을 증언하고 있으며, 《다이고 잡사기》에는 노리쓰네가 단노우라 전투에서 자결했다고 적고 있다. 정작 《아즈마카가미》는 노리쓰네가 이치노타니에서 죽었다는 종전의 기록대로 단노우라 전투의 전황 보고에 헤이케측의 전사자나 포로 가운데 어디에서도 노리쓰네의 이름을 찾아볼 수 없으며, 이치노타니 전투 이후의 노리쓰네의 생사에 대해서는 확실한 것이 없다.

### 야시마 그리고 단노우라
겐랴쿠(元曆) 2년(1185년) 2월, 요시쓰네는 헤이케의 본영인 사누키 국 야시마에 기습을 감행했다. 헤이케는 야시마를 버리고 배로 도망가지만, 예상과는 달리 요시쓰네가 적은 병력을 거느리고 있음을 찰지하면서 양자간은 서로 격렬히 화살을 날려댔다. 노리쓰네는 해전은 복장이 간편해야 한다며 갑옷의 히타타레(直垂)를 입지 않고 가벼운 차림으로 싸웠고, 뛰어난 활솜씨로 적을 쏘아 맞히면서 빗나가는 것이 없었다. 요시쓰네의 게라이(家來)들이 주인을 지키려 전면에 나서지만, "잔챙이는 빠져라!"고 하자마자 마구 화살을 쏘아 요시쓰네측 10기를 쏘아 떨어뜨렸다. 이 때 오슈(奥州) 히라이즈미(平泉)에서 요시쓰네를 따라와 참전한 사토 쓰구노부(佐藤継信)가 맨 앞에 서있다가 노리쓰네의 화살에 왼쪽 어깨를 맞고 말았다.
노리쓰네의 시동 기쿠오마루(菊王丸)가 그 목을 가지러 달려오는 것을 쓰구노부의 남동생 다다노부(忠信)가 쏘아 죽였다. 기쿠오마루는 노리쓰네의 죽은 형 미치모리를 섬기던 18세의 젊은이였는데, 노리쓰네는 이 기쿠오마루의 죽음을 애도하며 싸움을 그만두고 물러나 버렸다.
헤이케는 야시마를 버린 채 사촌형 다이라노 도모모리(平知盛)가 지키고 있던 나가토국(長門國) 히코시마(彦島)로 피했다. 요시쓰네는 수군을 짜서 히코시마로 밀고 들어왔다. 이미 배후지대인 규슈가 노리요리에게 제압된 상황에서 헤이케에게 물러날 길은 없었다.
3월 25일, 헤이케와 겐지는 마지막 싸움이 될 단노우라 전투를 벌였다. 초반에는 수전에 익숙한 헤이케가 우세했지만, 요시쓰네의 뱃사공 ㆍ 조타수를 쏘아 맞히는 전략과 아와 수군의 배반, 그리고 조수의 흐름이 바뀌면서 헤이케의 패배는 결정되었다.

### 노리쓰네의 최후

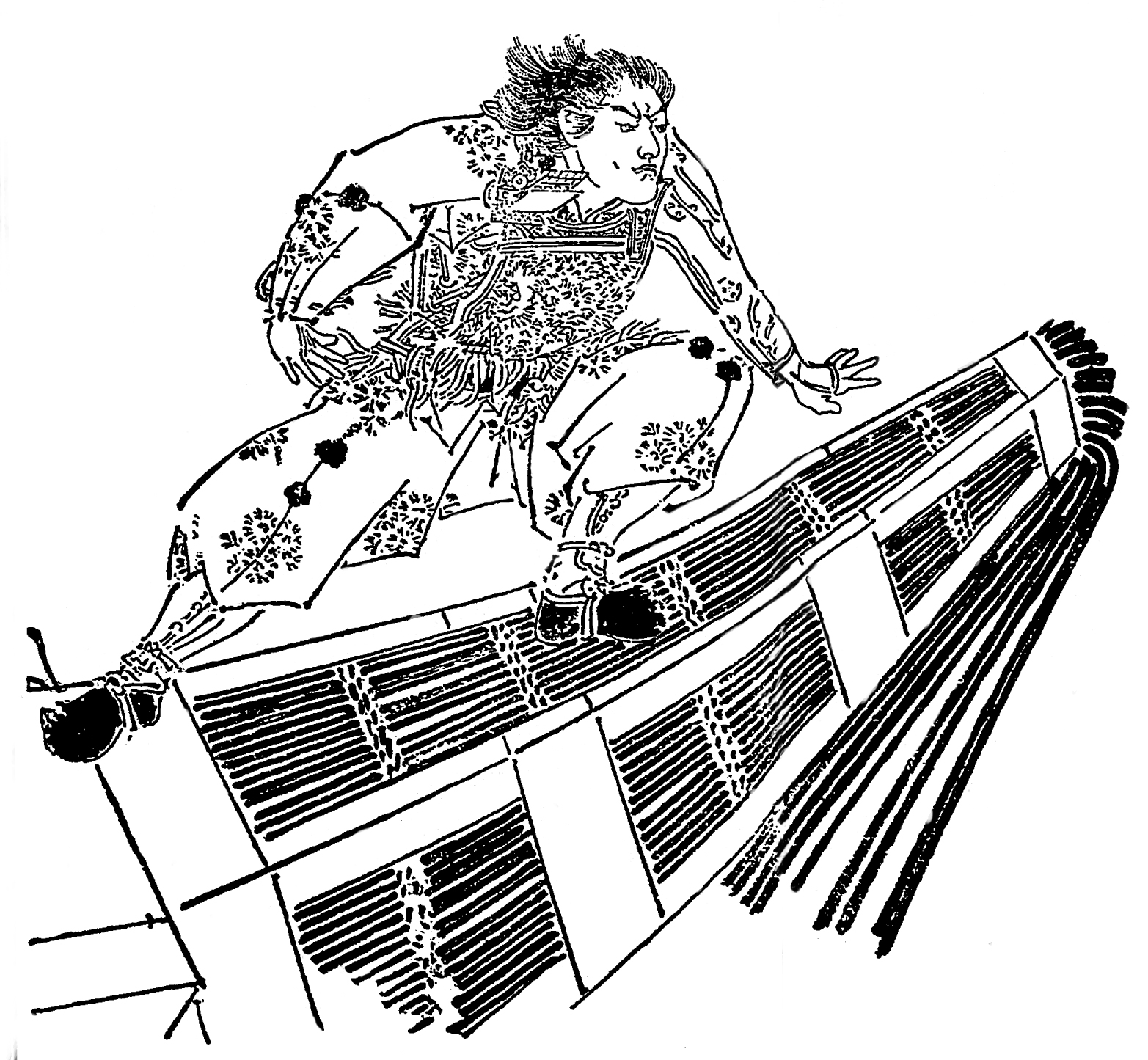
에도 시대의 《전현고실》(前賢故實)에 그려진 다이라노 노리쓰네.

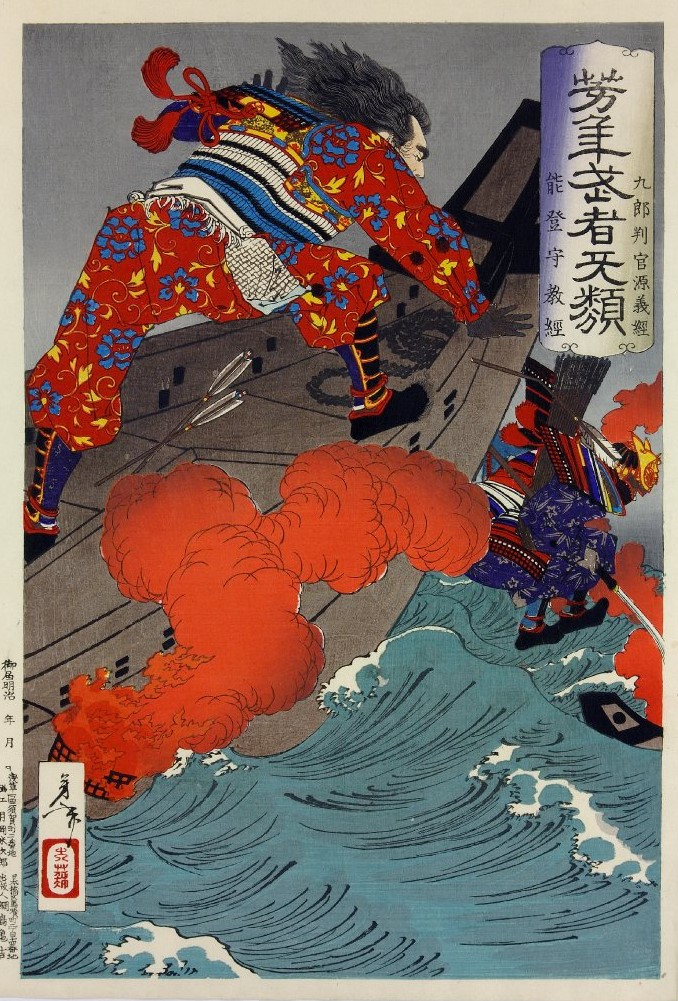
미나모토노 요시쓰네를 뒤쫓는 다이라노 노리쓰네. 메이지 시대에 그려졌다.

《헤이케 이야기》의 '노리쓰네의 최후'(敎經最期) 대목에서는 노리쓰네의 죽음을 다음과 같이 묘사하고 있다.
큰어머니 니이노 아마(二位尼)와 안토쿠 천황(安徳天皇) 등을 비롯한 헤이케 일문의 사람들이 차례대로 바다에 뛰어들어 자살하는 와중에도 노리쓰네는 혼자서 싸움을 계속했다. 마구 화살을 날려서 반도 무사들을 쏘아 죽이고, 화살이 떨어지자 큰 칼과 작은 칼을 양 손에 잡고 적을 마구 베었다. 이를 본 도모모리가 사람을 시켜 "이제 결판이 다 난 싸움인데 뭐하러 그리 부질없는 살생으로 헛수고를 하느냐? 네 수준에 맞는 적들도 아니지 않으냐."라고 전했다. 그렇다면 적의 최고 대장과 서로 찔러 죽기로 결정한 노리쓰네는 배와 배를 옮겨 다니면서 적들을 헤치고 요시쓰네를 찾아 다녔다. 마침내 요시쓰네가 타고 있는 배를 찾아내고는 뜀박질로 이동하여 그를 잡으려 했지만, 요시쓰네는 노리쓰네를 피해 그가 뛰어오른 순간 자신의 배에서 여덟 척이나 멀리 떨어져 있는 다른 배로 뛰어가 버렸다. 이것이 유명한 요시쓰네의 여덟 척 뛰기(八艘飛び, 야소우토비)이다.
스피드로는 요시쓰네를 이길 수 없다고 생각한 노리쓰네는 그 자리에서 칼을 팽개치고 투구도 벗어던진 채 뱃전에 서서 "자, 공을 세우고 싶은 놈이 있으면 누구든 와서 이 노리쓰네를 잡아 보거라. 가마쿠라의 요리토모에게 가서 한 마디 해줘야 되겠구나."라고 크게 외쳤다. 군사들은 인왕(仁王)과 같은 노리쓰네의 모습에 질려 나서는 자가 없었다. 이때 성인 남자 서른 명과도 맞설 힘을 지닌 장사로 알려져 있던 도사국(土佐國) 사람 아키노 타로(安芸太郞) 사네미쓰(実光)와 아키노 지로(安芸次郞) 형제 그리고 마찬가지로 힘이 센 장사로 알려진 그들의 노토가 노리쓰네를 산 채로 잡아 공훈을 세우고자 셋이서 한꺼번에 덤벼들었다. 노리쓰네는 눈깜짝할 사이에 노토를 걷어차 바다로 떨어뜨리고, 형제를 좌우 옆구리에 끼고 팔을 단단히 조인 채 "자, 이제 네놈들은 나와 함께 황천으로 가자꾸나"라고 외친 뒤 바다에 뛰어들었다. 향년 26세였다.

### 생존설
이상이 《헤이케 이야기》에 기록된 노리쓰네의 최후이다. 그런데 도쿠시마현 소타니 지방의 전설에서는 노리쓰네가 단노우라에서 죽지 않고 소타니로 무사히 달아났으며 그 땅에서 죽었다는 것이 있다. 도쿠시마 현 ㆍ 고치현의 신뢰할 만한 향토사에도 등장하는 그 뒤의 노리쓰네의 행적에 대해 간략하게 서술하면, 안토쿠 천황을 모시고 1백여 기를 거느린 노리쓰네는 무사히 시코쿠로 무사히 달아났고, 미즈시 촌(지금의 일본 가가와현 동쪽의 가가와 시)에 숨었다가 산을 넘어 소타니 산이 있는 땅에 들어간 노리쓰네는 이름을 아명인 구니모리라 고쳤다. 노리쓰네는 소타니 산지를 개척하며 집안을 일으키려 했지만, 안토쿠 천황이 아홉 살에 세상을 떠나자 헤이케 재흥을 포기하고 만다. 이후 노리쓰네는 그 땅에 그대로 정착했고 20년 뒤에 죽었다. 자손은 아사(阿佐)라는 성을 쓰며 지금도 헤이케군이 사용했던 붉은 깃발을 전하고 있다고 한다.

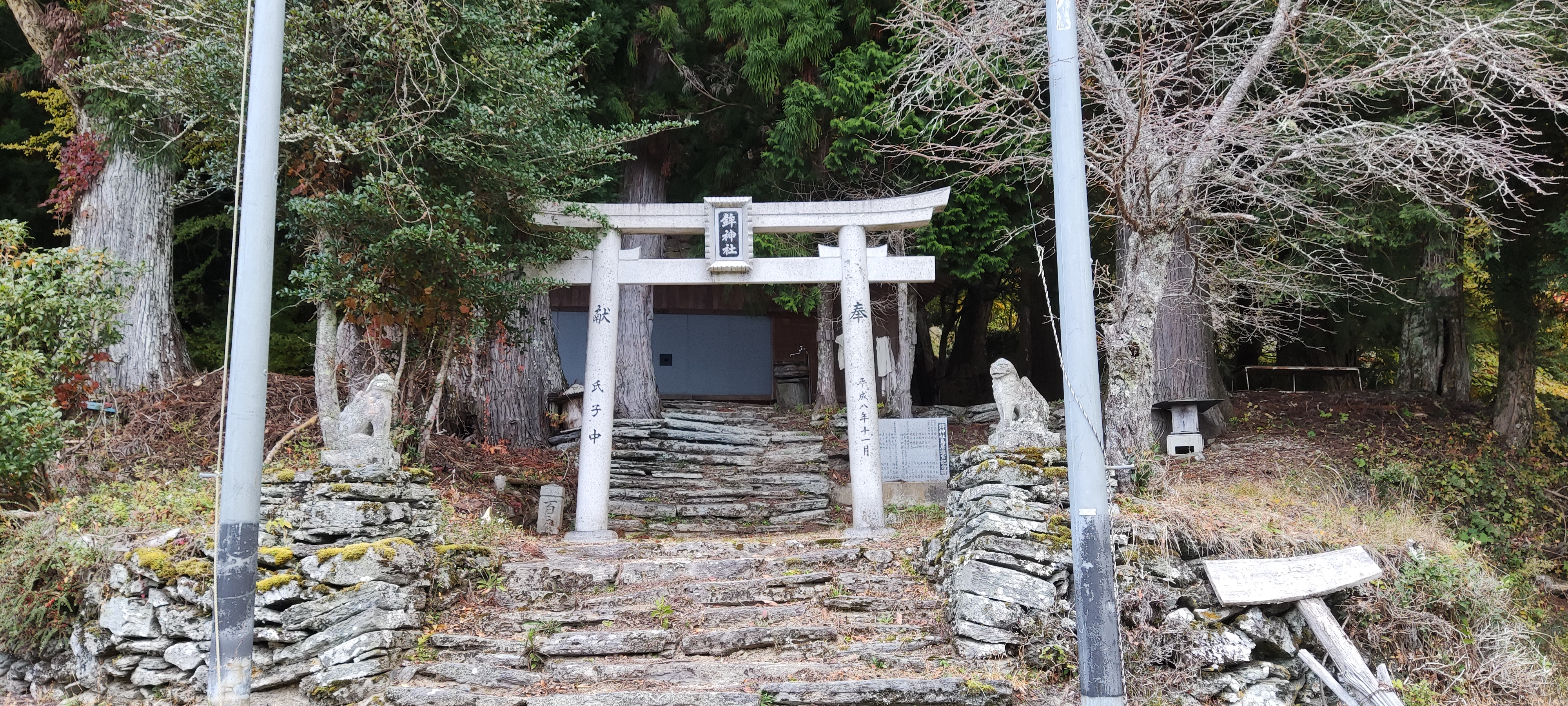
호코 신사(鉾神社). 일본 도쿠시마 현(徳島県) 미요시 시(三好市) 히가시이야오에다(東祖谷大枝) 40 소재.
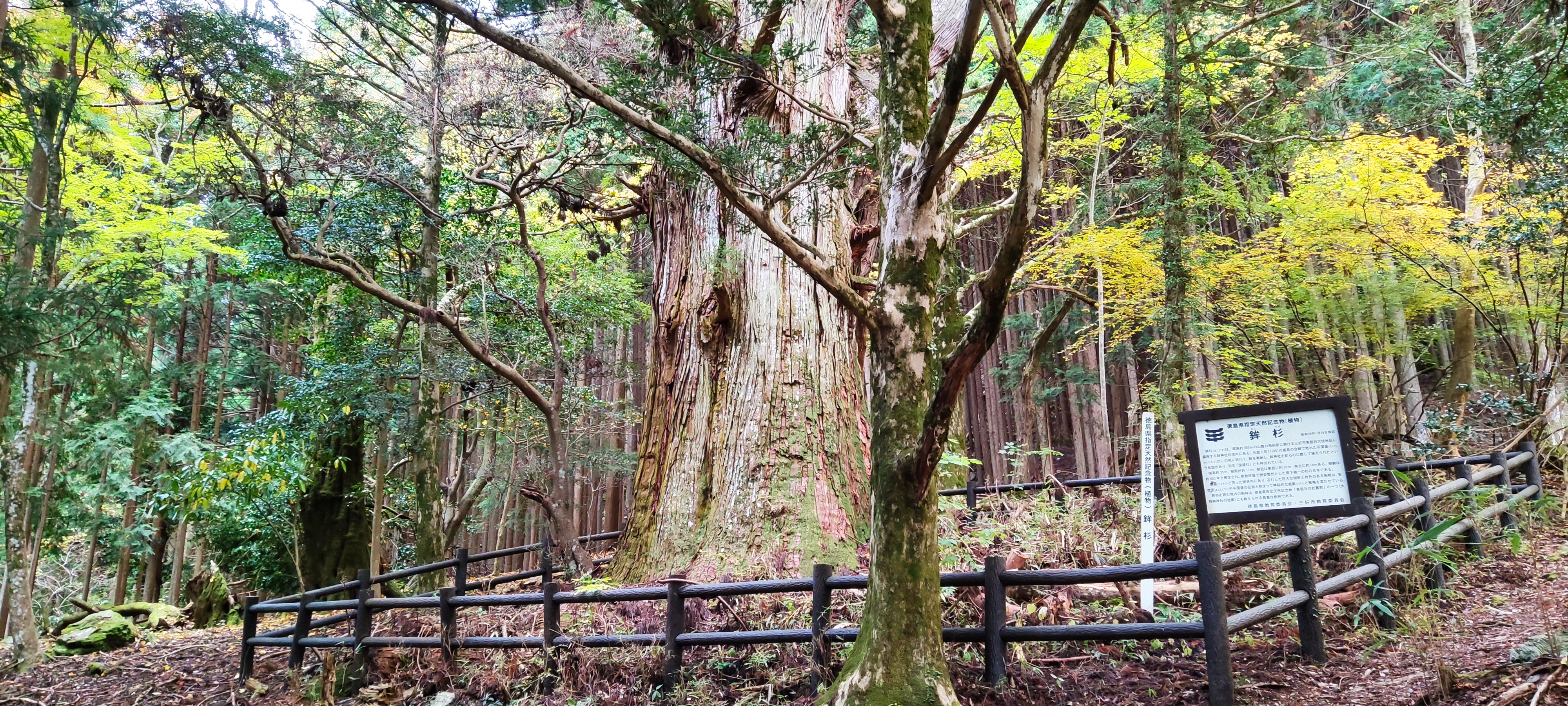
호코 신사 경내에 소재한 호코스기(鉾杉). 다른 이름으로는 구니모리스기(国盛杉)라 불리는데, 다이라노 구니모리 즉 노리쓰네가 호코(鉾, 창)을 봉납하고 이곳에 신사를 지었을 때 심었다는 전설이 전하고 있다.
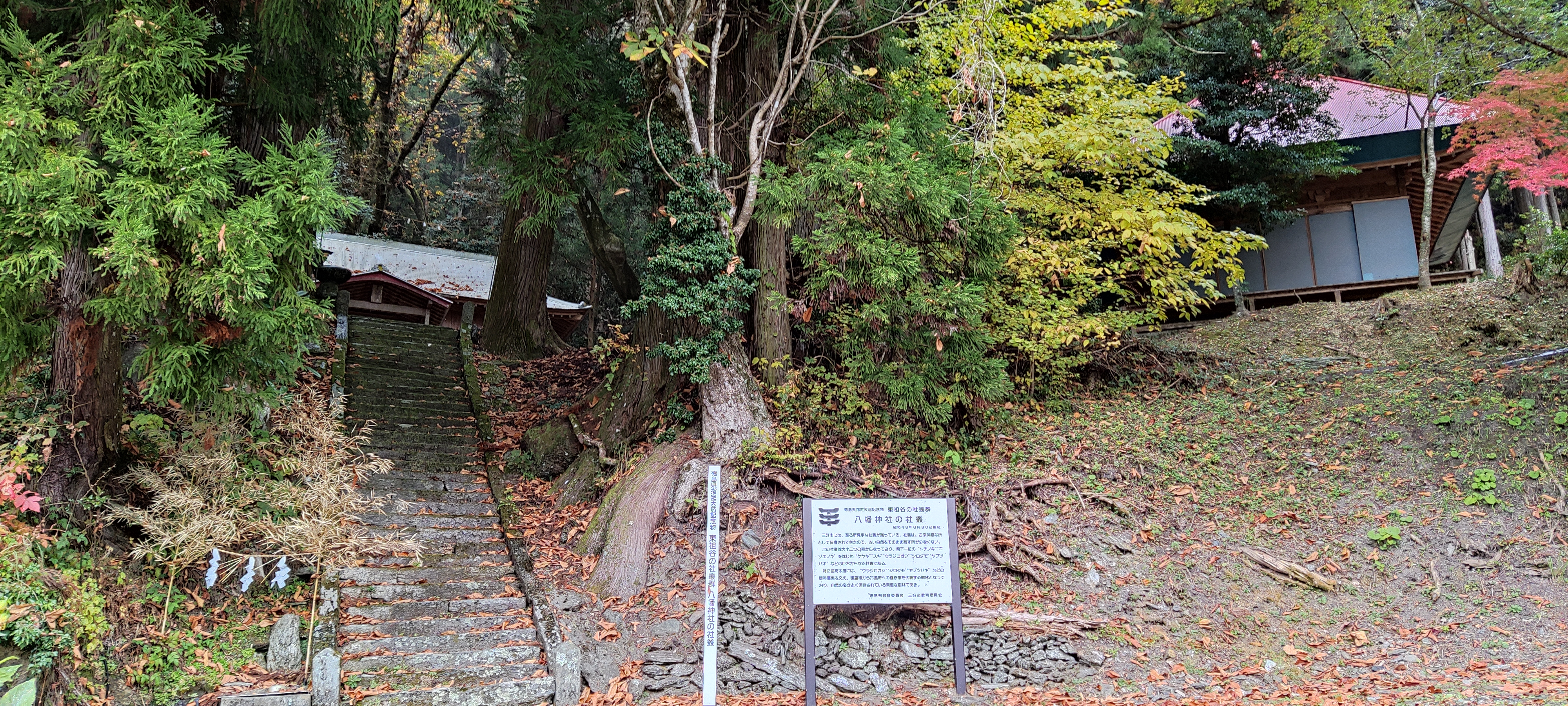
구리시도 하치만 신사(栗枝渡八幡神社). 일본 도쿠시마 현 미요시 시 히가시이야쿠리시도(東祖谷栗枝渡) 130 소재.
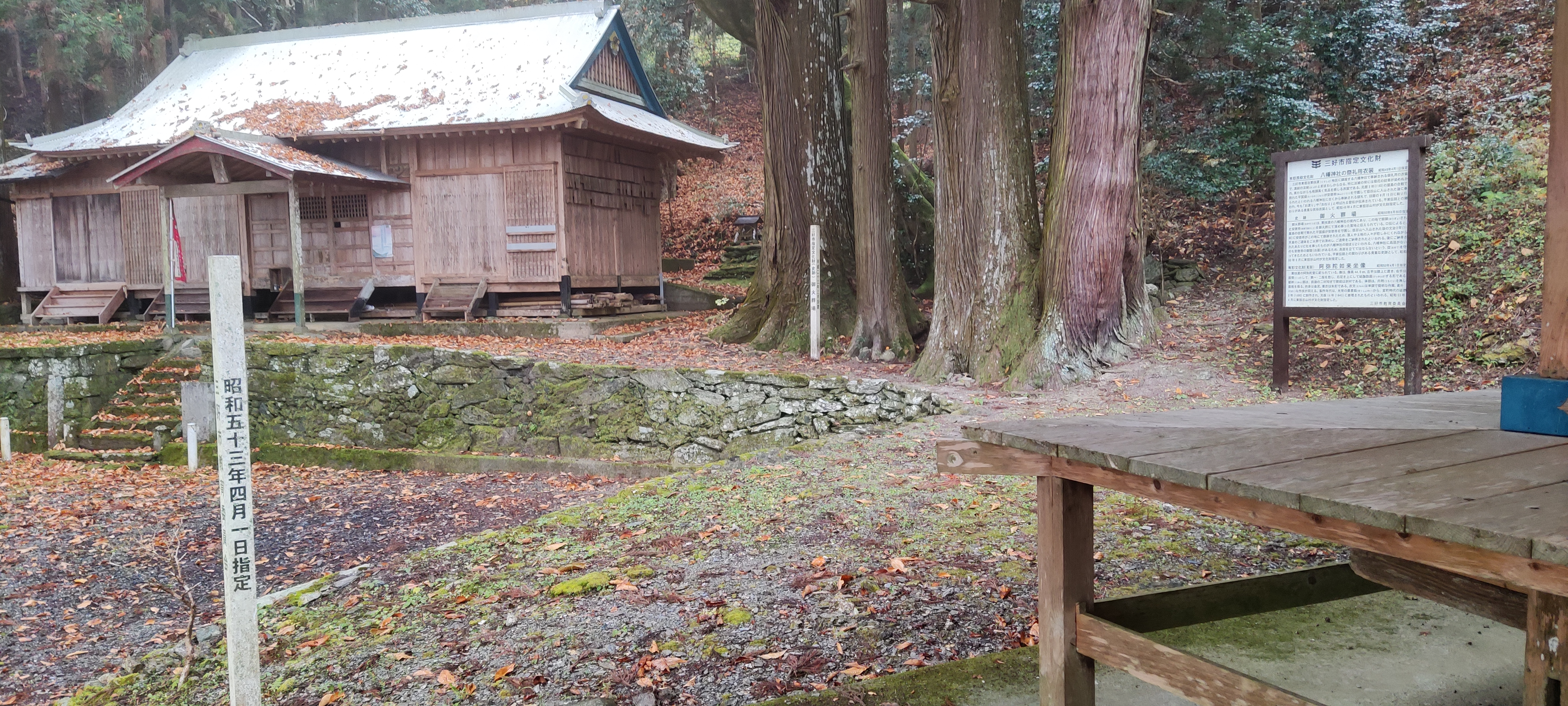
구리시도 신사(栗枝渡神社)와 어화장장(御火葬場) 및 아미타당(阿弥陀堂). 안토쿠 천황이 분지 2년(1186년)에 이곳에서 사망하자 그 시신을 이곳에서 화장하였으며, 유골을 봉안한 곳 근처에 신사를 지었다고 전한다.
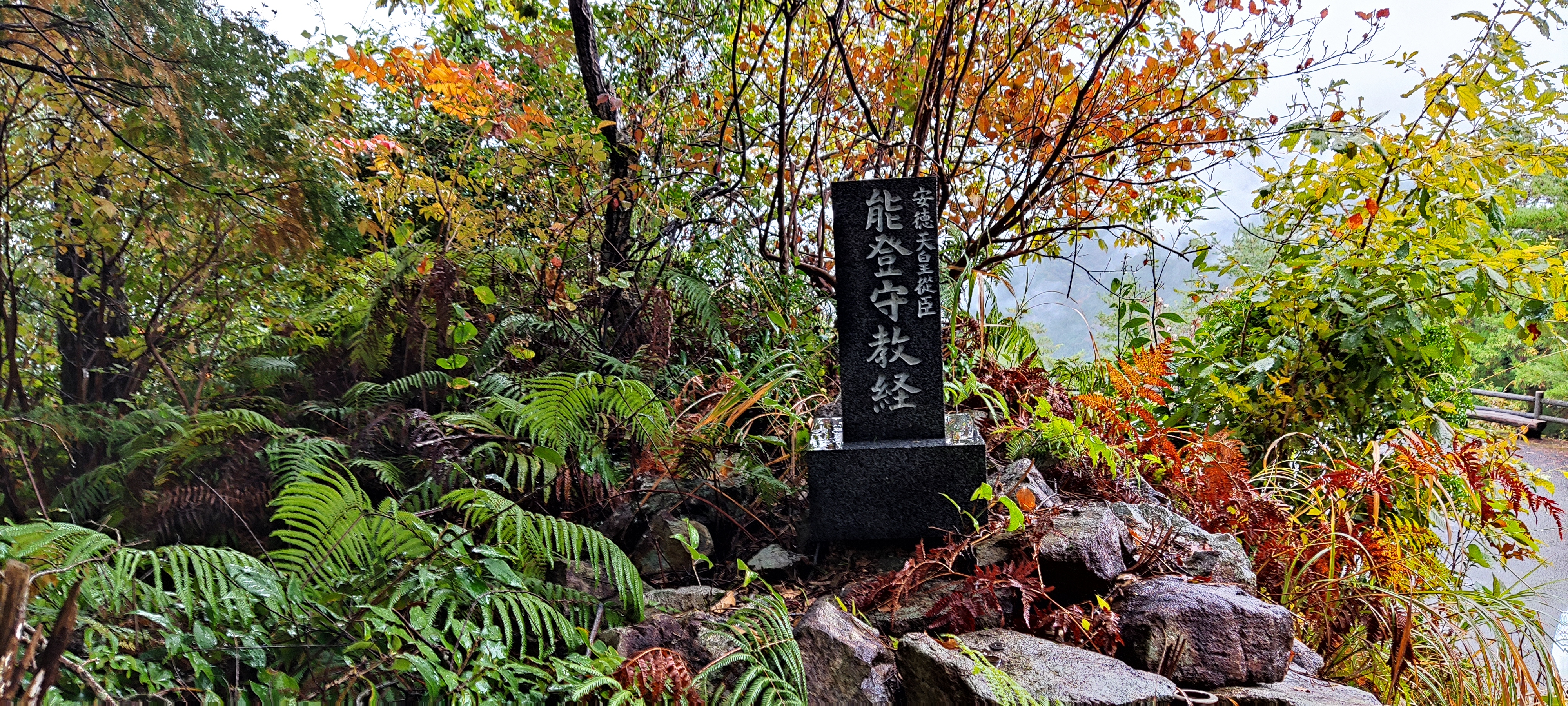
안토쿠 천황 종신 노토노카미 노리쓰네 석비(安徳天皇従臣能登守教経石碑). 고치 현(高知県) 다카오카 군(高岡郡) 고치 정(越知町) 越智丁, 横倉山第1駐車場横 소재.

## 우미 고젠
일본 후쿠오카 현(福岡県) 무나가타 군(宗像郡) 도고 촌(東郷村)(무나가타 시), 기타큐슈 시(北九州市) 모지 구(門司区) 오스미(大積) 지역에 전해지는 바다의 요괴(妖怪)로 갓파(河童)의 여성 부모라고도 하는 우미 고젠(일본어: 海御前)은, 단노우라 전투에서 패한 헤이케 일문이 바다에 몸을 던졌을 때 노리쓰네의 아내(어머니라고도 한다)가 후쿠오카까지 떠내려왔고 갓파로 변했다는 전승이 있다.(덧붙여서 다른 여관들은 우미 고젠 수하의 갓파가 되었고, 무장들은 헤이케 게가 되었다고도 한다).
우미 고젠은 보통 다른 갓파들을 지배하는 존재이지만, 해마다 5월 초닷새에만은 그 지배를 풀고 갓파들을 자유롭게 풀어 준다. 이때에 갓파들에게 '메밀꽃이 피기 전에 돌아오라'고 권고하는데 이는 자신들 헤이케를 멸망시킨 겐지(源氏)의 기치가 흰색이기 때문에 흰색인 메밀꽃을 두려워해서라고도 하며 그 자신도 메밀꽃이 피는 시기에는 어디에도 나가지 않고 거처에서 한 발짝도 움직이지 않는다고 한다.
또한 헤이케 출신이라 사람들에게 위해를 가할 때도 겐지의 인물 외에는 결코 손대지 않는다고도 전한다.
이 전승의 흔적으로 우라모지 지구(裏門司地区)의 오스미에는 현대에도 노리쓰네의 부인을 매장했다는 곳에 '우미 고젠의 비'(海御前の碑)가 세워져 있다.

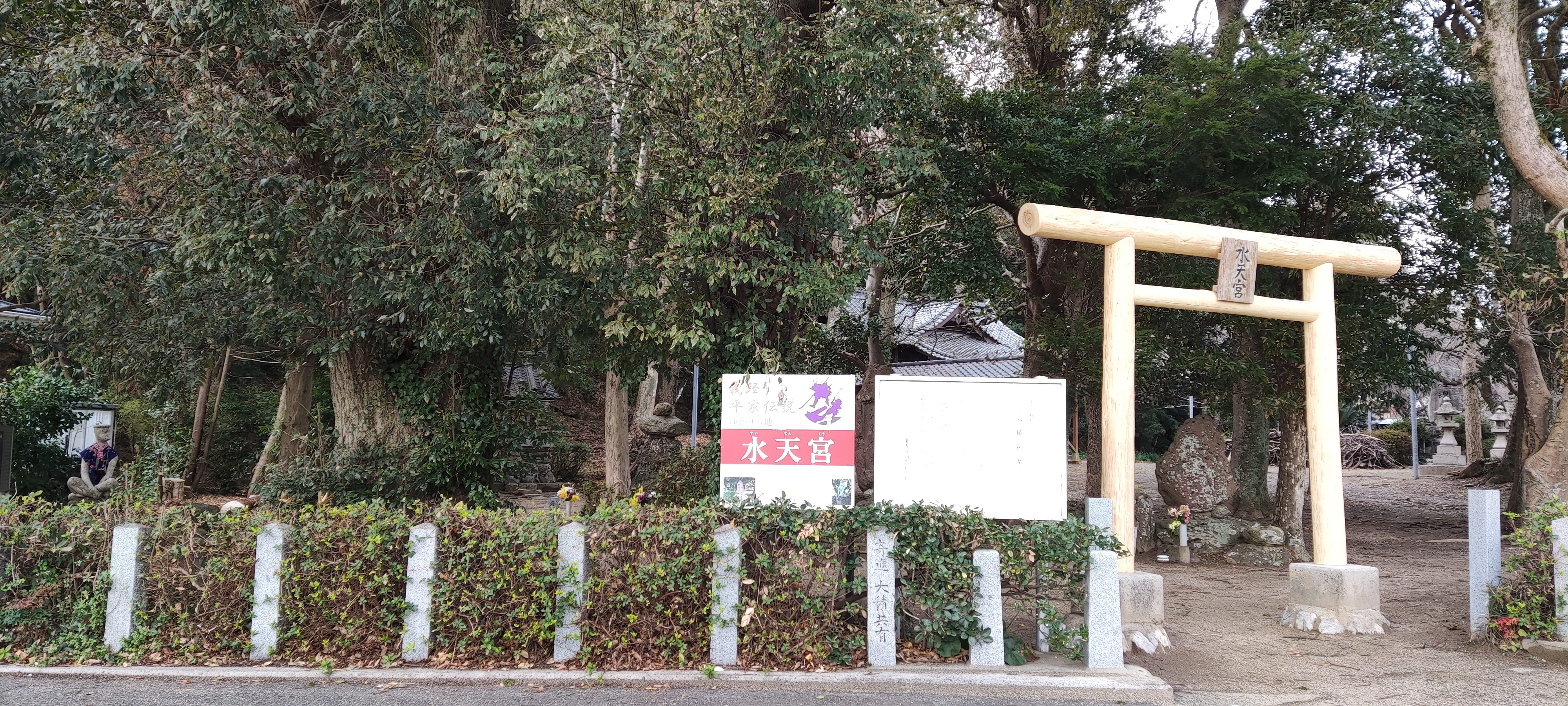
스이텐구(水天宮, 門司区) 전경. 일본 후쿠오카 현 기타큐슈 시 모지 구 오스미 1226‐4、鳥居下カッパの碑.
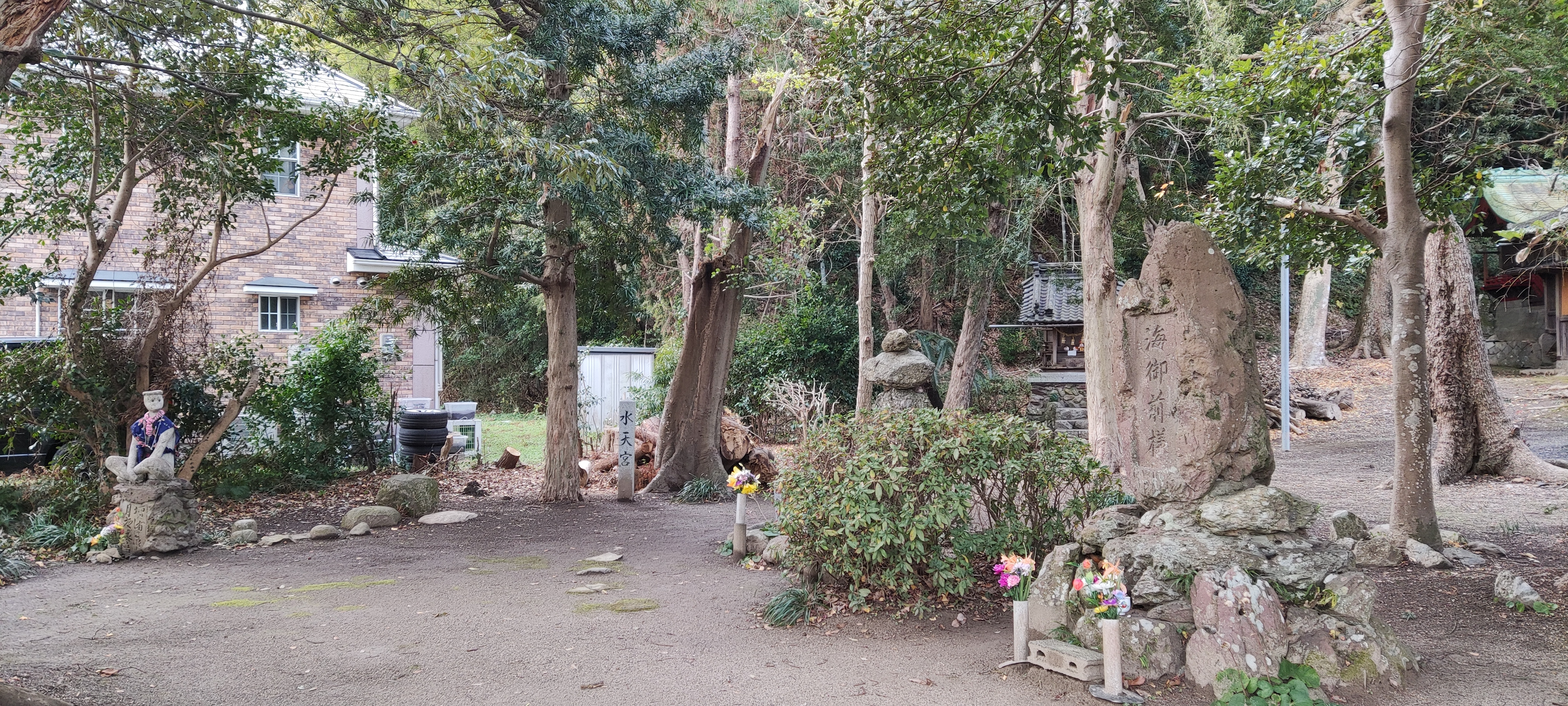
스이텐구 사적 전경. 오른쪽으로 우미 고젠님 비 ・ 스이텐구 신사(水天宮社) ・ 우미 고젠 비 ・ 갓파상(河童像)
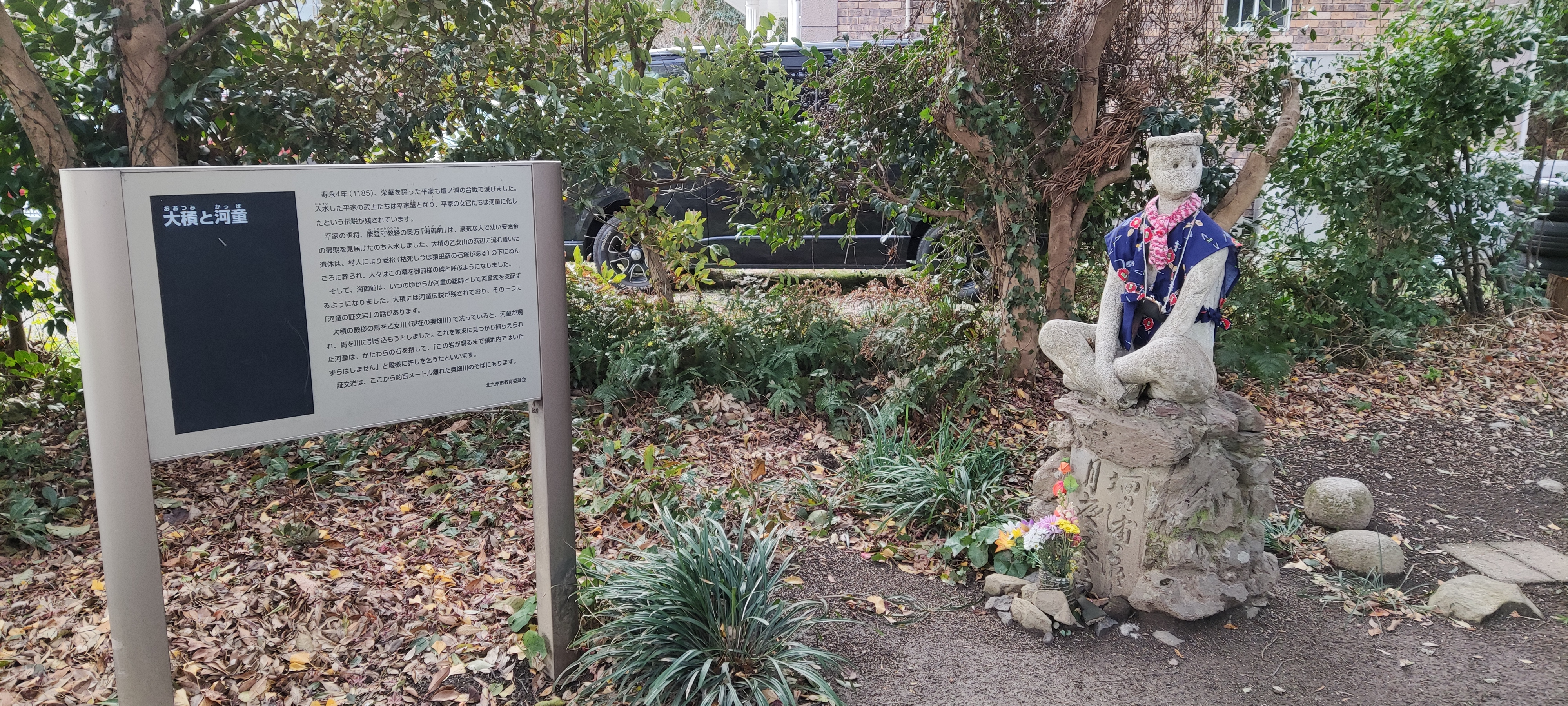
갓파상. 오스미와 갓파 설명판(우미 고젠과 핫파의 관계와 후세의 証文石 전승에 대해서 설명하고 있다)
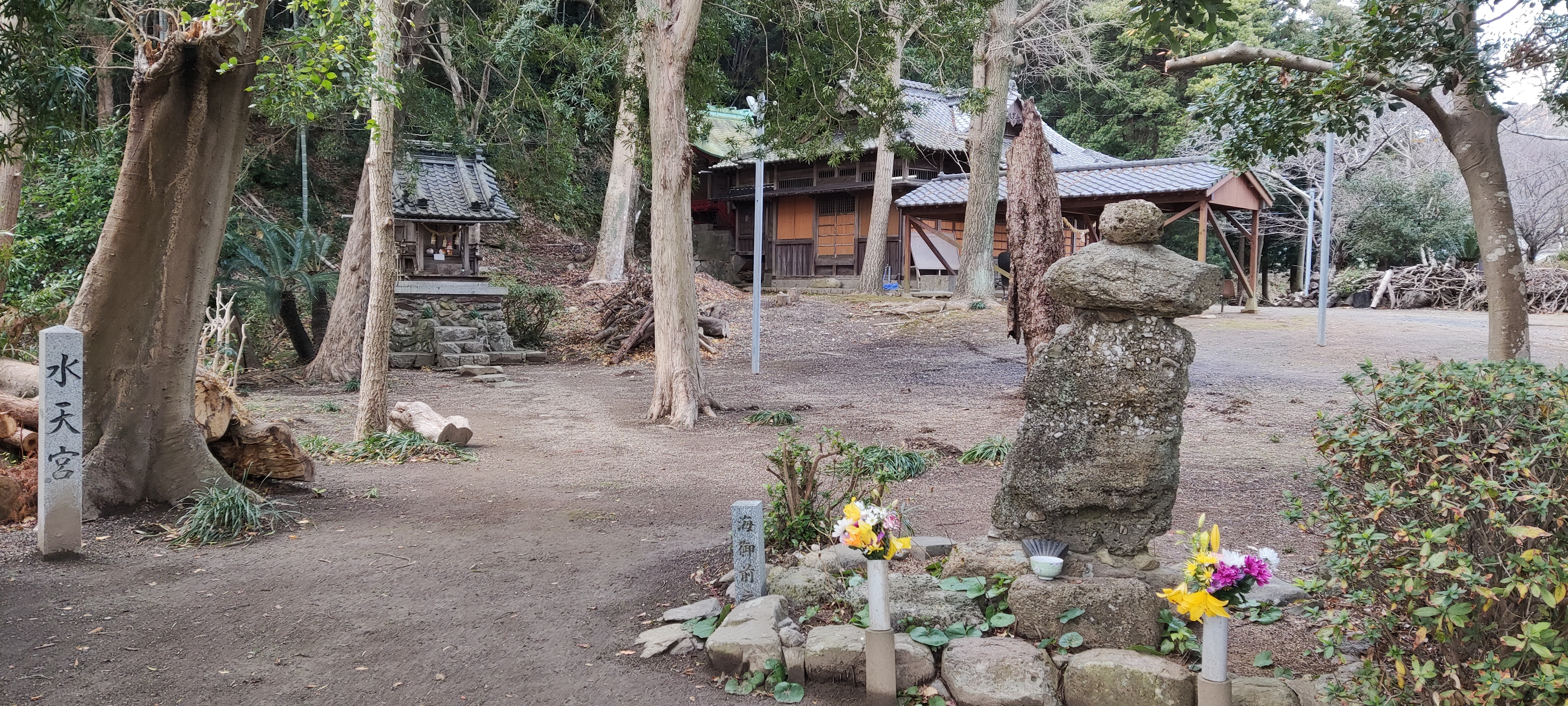
우미 고젠 비 ・ 스이텐구(모지) 신사. 배경은 天疫神社이며, 오른쪽에는 우미 고젠님 비, 왼쪽은 갓파상이다).
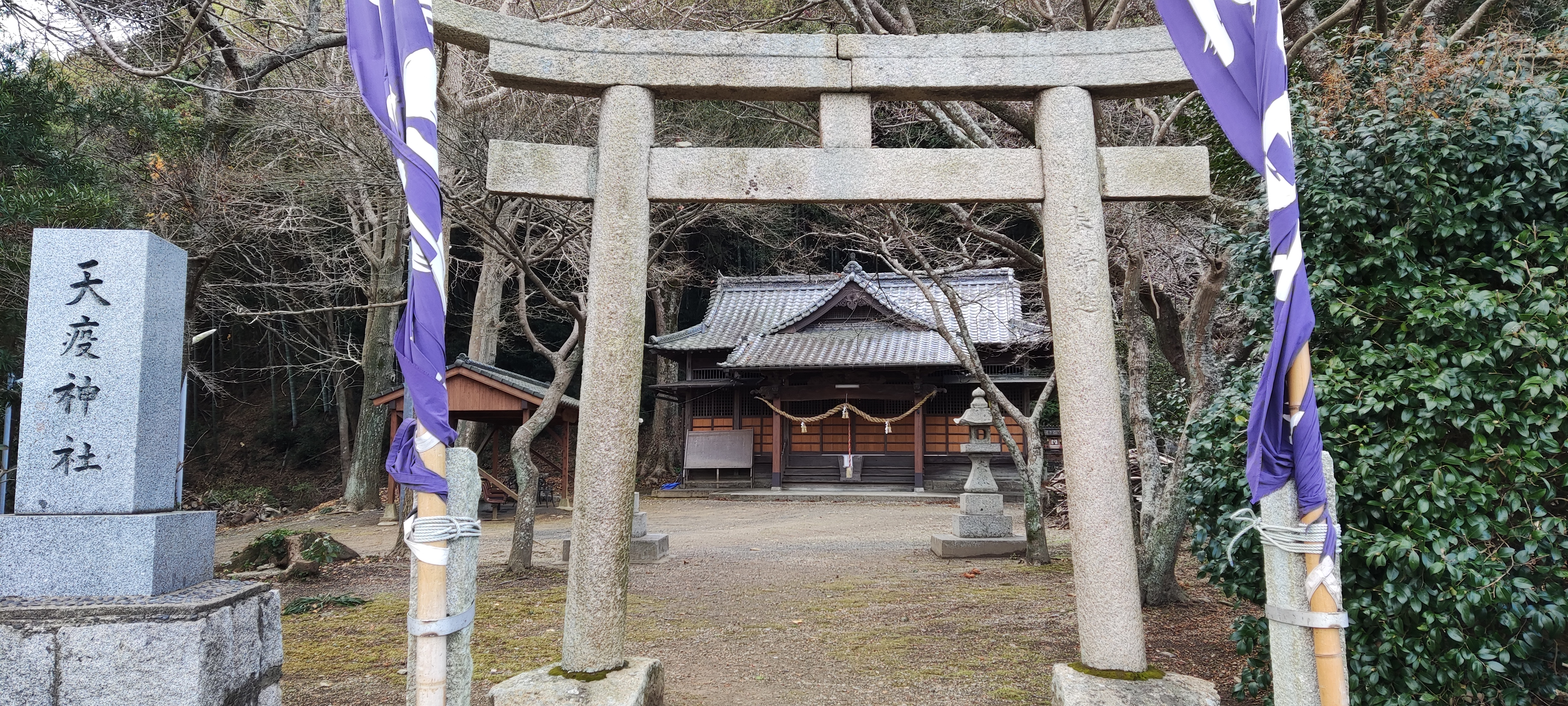
大積天疫神社（門司区）（水天宮・海御前・河童関連史跡은 정식 명칭은 天疫神社境内이다)

## 관련 작품
만화
- 河村恵利 「ふしぎ野行き」（『清水鏡』（秋田書店）所収）
- 竹宮惠子 『平家落人伝説 まぼろしの旗』(中央公論新社 2004年 12月 20日 初版) 初出「ビッグゴールド」小学館 1998년 5월호～10월호 연재
이야 헤이케 마쓰리(祖谷平家まつり) 2012년 9월 30일 ~ 10월 31일 리플릿에 이 만화의 일러스트가 사용되었다.

TV 드라마
- 『新・平家物語』(1972년, NHK 대하드라마 배역: 다카이치 타로鷹市太郎)

## 같이 보기
- 헤이시
- 단노우라 전투
- 미나모토노 요시쓰네